# Jardim de Alah
Jardim de Alah é um filme brasileiro de 1988, do gênero comédia, dirigido por David Neves.

## Elenco
- Joel Barcellos
- Raul Cortez
- Françoise Forton
- Valéria Frascino
- Isabela Garcia
- Carlos Kroeber
- Grande Otelo
- Paulão
- Imara Reis
- Betina Vianny

## Principais prêmios e indicações
Festival de Gramado 1989
- Venceu
  - Prêmio Especial do Júri[1]
  - Melhor atriz coadjuvante (Imara Reis)[1]
- Indicado Melhor filme[carece de fontes?]

3.º Festival de Natal 1989
- Venceu
  - Prêmio Especial do Júri[1]
  - Melhor ator coadjuvante (Paulão)[1]
  - Melhor atriz coadjuvante para Imara Reis[1]